# گودارد (مریلند)
گودارد (به انگلیسی: Goddard) یک منطقهٔ مسکونی در ایالات متحده آمریکا است که در مریلند واقع شده‌است. گودارد ۶٫۲ کیلومتر مربع مساحت و ۵٬۵۵۴ نفر جمعیت دارد و ۵۵ متر بالاتر از سطح دریا واقع شده‌است.